# Situationskomedi
Situationskomedi, sitcom, är en typ av humoristisk dramaserie. 
Genren uppstod först i radio, men idag sänds de framförallt i tv. Situationskomediserierna kretsar vanligen kring en grupp fasta rollfigurer i en vardaglig miljö – hemmet, arbetsplatsen eller vänskapskretsen – och handlingen bygger på de humoristiska episoder som uppstår på dessa platser. I hemmiljö är vardagsrum vanliga. Varje avsnitt är i regel mellan tjugo och trettio minuter långt, undantaget reklamtid. En sitcom kan vara antingen animerad eller live action. Det är vanligt med publikskratt på ljudbandet, som antingen kan komma från en studiopublik eller vara pålagda i efterhand.

## Situationskomedier i olika länder

### Danmark
- Ditte och Louise
- Klovn

### Finland
- Falkenswärds möbler
- Kummeli

### Irland
- Jösses

### Norge
- Fleksnes fataliteter
- Fredrikssons fabrik

### Storbritannien
Precis som den engelska humorn i allmänhet har den brittiska situationskomedin rönt stor uppmärksamhet. Bland genrens företrädare märks bl.a. John Cleese och Rowan Atkinson.
- 'Allå, 'allå, 'emliga armén
- Bottom
- Busskisarna
- Helt hysteriskt
- Hem från kåken
- Hem till kåken
- Jösses
- Mr. Bean
- Ombytta roller
- Pang i bygget
- Red Dwarf
- Skenet bedrar
- Steptoe and Son
- Svarte Orm
- The Office
- Ett herrans liv
- Hemma värst

### Sverige
Situationskomedin är en relativ ung genre i Sverige. Upplägget är starkt inspirerat av amerikansk sitcom.
- Albert & Herbert
- c/o Segemyhr
- En fot i graven
- En fyra för tre
- En ängels tålamod
- Fem gånger Storm
- Full frys
- Heja Björn
- Papphammar
- Rena rama Rolf
- Svensson, Svensson
- Älskade Lotten

### USA
Genren utvecklades i USA, men finns nu spridd över hela världen. Som den första utpräglade situationskomediserien för TV brukar räknas I Love Lucy som sändes i amerikansk TV mellan 1951 och 1957. 
- 2 1/2 män
- 8 simple rules
- Alla älskar Raymond
- Här är ditt liv, Cory
- Christine
- Cosby
- Community
- Dharma & Greg
- Drew Carey show
- Ellen
- Frasier
- Fresh Prince i Bel Air
- Hannah Montana
- How I Met Your Mother
- Huset fullt
- I Coopers klass
- I Love Lucy
- I nöd och lust
- Jessie
- Jims värld
- Joey
- Just Shoot Me
- Kungen av Queens
- Kära Susan
- Listen Up
- Lödder
- Min vän från Mars
- Modern family
- Pantertanter
- Reba
- Scrubs
- Seinfeld
- Simpsons
- Skål
- Spin City
- That '70s Show
- The Big Bang Theory
- The Honeymooners
- The Nanny
- The Office
- Tredje klotet från solen
- Tummen mitt i handen
- Våra värsta år
- Vänner
- Will & Grace